# هاري ك. مارتن
هاري ك. مارتن (بالإنجليزية: Harry C. Martin)‏ هو محامي وسياسي أمريكي، ولد في 15 ديسمبر 1854 في مقاطعة لافاييت في الولايات المتحدة، وتوفي في 1917 في دارلينجتون في الولايات المتحدة. حزبياً، نشط في الحزب الجمهوري. وقد انتخب عضو جمعية ولاية ويسكونسن وانتخب عضو مجلس ولاية ويسكونسن.